# Sírio Possenti
Sírio Possenti é um professor, pesquisador e escritor brasileiro, considerado um dos mais conhecidos e respeitados linguistas brasileiros da atualidade. É licenciado em Filosofia pela Pontifícia Universidade Católica do Paraná (1969), licenciado em Letras pela Faculdade de Filosofia, Ciências e Letras de Ijuí (1974) e tem mestrado e doutorado em Linguística pela Universidade Estadual de Campinas, sendo professor titular no Departamento de Linguística do Instituto de Estudos da Linguagem da Unicamp. Sua pesquisa tem ênfase em Análise do Discurso, especialmente nos campos de humor e mídia. De 1995 a 1997, foi presidente do Grupo de Estudos Linguísticos do Estado de São Paulo.